# الجمهورية الرئاسية في تشيلي بين عامي 1925 و1973
الجمهورية الرئاسية هي الفترة من تاريخ تشيلي التي استمرّت منذ الموافقة على دستور 1925 في 18 سبتمبر 1925 أثناء حكومة أروترو أليساندري بالما، حتى سقوط حكومة الوحدة الشعبية برئاسة سلفادور أليندي في 11 سبتمبر 1937.

## كارلوس إيبانيز وأرتورو أليساندري بالما
خَلَعت الجيوش اليسارية برئاسة العقيد مارماداك جروف في انقلاب 1925 مجلس سبتمبر العسكري، وسلّمت السلطة إلى الجنرال بيدرو دارنيل كرئيس مؤقت على أمل إعادة أرتورو أليساندري بالما من المنفى، قرر دارتنيل تشكيل مجلس عسكري آخر، هو مجلس يناير العسكري الذي انتهى بعودة أليساندري في 20 مارس 1925، وضع أليساندري مسودة دستور جديد، طرحه، وتمّت الموافقة عليه بشكل كامل بعد استفتاء أجراه 134,421 ناخب في 30 أغسطس، ونُشر في 18 سبتمبر 1925، عزّز هذا الدستور السلطة الرئاسية بشكل كبير. إضافة لذلك أنشأ اليساندري بنكًا مركزيًا، مما أدى لحدوث أول انقسام في سياسة عدم التدخل الليبرالية الكلاسيكية.
بدأت حكومة أليساندري الثانية بدعم من الجماعات اليسارية والراديكالية، مع ذلك بدأت هذه الجماعات تنأى بنفسها عنه. قمعت حكومة أليساندري مظاهرة قامت ضدها، وتسببت بمذبحة ماروسيا (التي انتهت بـ 500 حالة وفاة)، وسرعان ما تبعتها مذبحة لا كورونيا، وواجه أليساندري بعد ذلك معارضة من وزير الدفاع العقيد كارلوس إيبانيز ديل كامبو، الذي شارك أيضًا في انقلاب يناير لعام 1925 وحظي عندها بدعم كبير من الشعب.
أراد أليساندري أن يتقدّم مرشح واحد رسمي فقط للانتخابات الرئاسية (وأن يكون هو المُرشح)، في حين دعم إيبانيز بيانًا صِيغ من قبل مختلف الأحزاب السياسية، وتضمن تقديم إيبانيز كمرشح رئاسي، وأدت هذه الأزمة في النهاية إلى استقالة الحكومة.
نشر إيبانيز رسالة مفتوحة إلى الرئيس، ذكّره فيها بأنه لا يستطيع إصدار أي مرسوم إلّا بعد موافقته هو أيضًا عليه؛ إذ كان إيبانيز الوزير الوحيد في الحكومة عندها، ثم قرر أليساندري ترشيح لويس باروس بورغونيو وزيرًا للداخلية، واستقال مرة أخرى من الرئاسة في 2 أكتوبر 1925.
دفع هذا الانفصال عن الطبقات العاملة أليساندرو للحفاظ على تحالف يميني راديكالي حتى عام 1937 عندما أصبح يساريًا.

### إميليانو فيغيروا لارين (من عام 1925 حتى 1927)
دفعت استقالة أليساندري إلى إقناع إيبانيز للطرفين بإيجاد مرشح مشترك، وذلك ما أراده أليساندري أيضًا. اختير إميليانو فيغيروا لارين مرشح الحزب الديموقراطي الليبرالي كمرشح حكومي، وانتُخب في أكتوبر 1925، ونال حوالي 72% من الأصوات، متغلّبًا بذلك على خوسيه سانتوس سالاس من اتحاد العمال الجمهوريين الاجتماعيين. واجه أليساندري معارضة متزايدة من وزير الدفاع إيبانيز، إذ كانا يتنازعان حول حلّ النظام العدالي الموجود، كان إيبانيز يعارض بشكل أساسي رئيس المحكمة العليا خافيير أنجيل فيغيروا لارين، الذي كان شقيق إميليانو.
في فبراير 1927 نجح إيبانيز بالوصول إلى منصب وزير الداخلية (إذ في حال كان منصب الرئاسة شاغرًا، سيكون هو نائب الرئيس)، ثم أقنع الرئيس فيغيروا بالاستقالة في أبريل عام 1927، وبذلك تولى إيبانيز منصبه. بعد أن شغل منصب نائب الرئيس دعا إلى الانتخابات، وتنافس مع الشيوعي الياس لافرت، وفاز في مايو 1927 بنسبة 98% من الأصوات.

### كارلوس إيبانيز (منذ عام 1927 حتى 1931)
بقيت حكومة كارلوس إيبانيز شعبية حتى اندلاع الكساد العظيم في عام 1931، ومارس سلطات ديكتاتورية، ولم يكره مقارنته ببينيتو موسوليني، وأوقف الانتخابات البرلمانية، وعيّن مجلس الشيوخ، ومجلس النواب بنفسه، وقيّد حرية الصحافة، واعتقل ونفى 200 سياسي (من بينهم أليساندري، وحليفه السابق مارمادك جروف)، وحظر الحزب الشيوعي، وقمع الحركة العمالية بشدة. قبل هذه الأحداث لم يحرّك الكونغرس والأحزاب ساكنًا، وفوّضوا لإيبانيز صلاحيات تنفيذية كبيرة من خلال المراسيم القانونية التي كان يصدرها بشكل أساسي، وكانت السلطة التنفيذية قادرة على سنّ القوانين دون الحاجة إلى تصويت الكونغرس عليها، ووجد إيبانيز في وزير المالية بابلو راميريز الدعم الذي يحتاجه.
كانت شعبيته مدعومة بقروض ضخمة من البنوك الأمريكية، مما ساعد على ارتفاع معدل النمو في البلاد. أمر إيبانيز ببناء القنوات والجسور والسجون والموانئ، وواجهة القصر الرئاسي لا مونيدا، ومكان الإقامة الرئاسي الثانوي في كاستيلو هيل في فينيا ديل مار.
وأجرى إصلاحات في قوات الشرطة من خلال دمج الشرطة المالية، والشرطة الريفية، وفيالق الشرطة بشرطة تشيلي، وأصبح أول مدير عام لها. أنشأ إيبانيز أيضًا القوات الجوية التشيلية، وخطوط لان الجوية، وكوساش (شركة نترات البوتاسيوم التشيلية).
على المستوى الدولي، وقّع إيبانيز في يونيو عام 1929 على معاهدة ليما مع بيرو، التي وافقت من خلالها تشيلي على استعادة بيرو لمقاطعة تاكنا التي استولت عليها خلال حرب المحيط الهادئ مقابل الحصول على تعويض مالي.
استمرت شعبيته إلى ما بعد انهيار وول ستريت عام 1929، التي بدأت آثارها في تشيلي في نهاية عام 1930 مما أدى إلى انخفاض مفاجئ في أسعار نترات البوتاسيوم والنحاس التي كان يعتمد الاقتصاد التشيلي عليها بشكل كبير، وعندها توقفت جميع القروض، وطولب باستردادها، وعند توقف تدفق العملات الأجنبية إلى البلاد تأثّرت تشيلي بشدة بالكساد العظيم، وفي غضون أسابيع قليلة أصبح عشرات الآلاف من الأشخاص الذين يعملون في المناجم الشمالية عاطلين عن العمل، وكانت الدولة على حدود الإفلاس.
على الرغم من أن حكومة إيبانيز زادت ضرائب التصدير إلى 71%، وفرضت قيودًا على المخرجات، لكنها لم تتمكن من إعادة التوازن التجاري، مما أدى إلى نضوب احتياطات الذهب. وفي 13 يوليو 1931 شكّل إيبانيز مجلس الخلاص الوطني الذي ضمّ كل من بلانكوير، واستبان مونتيرو، وكان اجتماع هذان الشخصان في المجلس ذا تأثير سيء على الأحداث لاحقًا، فعندما كشف بلانكييه عن الأوضاع المالية الكارثية، ورفع مونتيرو الرقابة حدثت ردود فعل فورية من الشعب.
لم يخفف إنفاق إيبانيز الشعبي الكبير من الوضع، وبدأ خصومه، وخاصة جروف وأليساندري المنفيين بالتخطيط للعودة، وحاولت عدة مؤامرات إبعاده عن السلطة إحداها من قبل أليساندري وجروف وشخصين آخرين (مما أدى إلى نفيهم إلى جزيرة إيستر)، وآخر في سبتمبر عام 1930 في كونسبسيون.
تبع ذلك حدوث موجة كبيرة من الاضطرابات العامة، بدأها طلاب الجامعات بمظاهرات، وسرعان ما انضم إليهم الأطباء والمحامون، وقتلت قوات الشرطة أكثر من عشرة أشخاص، مما أدى في النهاية إلى استقالة إيبانيز في 26 يوليو 1931، ونفيه في اليوم التالي. وقبل مغادرته، فوض إيبانيز مكتبه إلى رئيس مجلس الشيوخ بيدرو أوبازو، الذي استقال بدوره لصالح وزير الداخلية خوان إستيبان مونتيرو، الذي كان عضوًا في الحزب الراديكالي، وأعلنه الكونغرس بأنه الرئيس الجديد.